# 小行星1684
小行星1684（1684 Iguassu）是一颗围绕太阳公转的小行星。1951年8月23日，米格爾·伊茲克索恩在拉普拉塔发现了此天体。
該小行星以南美洲的伊瓜蘇瀑布命名。
这颗小行星的绝对星等为152.05727等。